# Lena Boons
Lena boons is een personage uit de soap Thuis dat gespeeld werd door Tine Laureyns van 2009 tot 2011.
Lena werkt bij de politie en lost verschillende moorden op. We zien haar voor het eerst bij de moord op Mike Van Notegem. Later zien we haar terug bij de moord op Fien Roels, maar daar wou ze een relatie beginnen met Guy De Herdt, die later de moordenaar  blijkt te zijn. Wanneer dit uitkomt wordt ze direct ontslagen.